# Chaoborus cornfordii
Chaoborus cornfordii är en tvåvingeart som först beskrevs av Theobald 1903.  Chaoborus cornfordii ingår i släktet Chaoborus och familjen tofsmyggor. Inga underarter finns listade i Catalogue of Life.